# Me Chama que Eu Vou
Me Chama que Eu Vou é um filme documentário brasileiro de 2023, dirigido por Joana Mariani e escrito pela própria diretora em parceria com Eduardo Gripa. A trajetória dos 50 anos de carreira de Sidney Magal é acompanhada pelo filme. O filme teve sua estreia mundial no 49° Festival de Gramado, onde foi bem avaliado pela crítica e recebeu o Troféu Kikito de Melhor Montagem, e foi lançado comercialmente no Brasil em 13 de janeiro de 2023, com distribuição da Vitrine Filmes.

## Sinopse
O filme retrata a trajetória de 50 anos de carreira de Sidney Magal, explorando os momentos mais significativos da vida do cantor, dançarino, ator e dublador, que se tornou um ícone da música popular brasileira. O documentário mostra o homem por trás do ídolo, sob o ponto de vista dos próprios participantes da história.

## Elenco
O filme conta com as participações de Sidney Magal, seus familiares como Magali West e Rodrigo West, além de participações especiais de artistas que estiveram na carreira do cantor.

## Produção

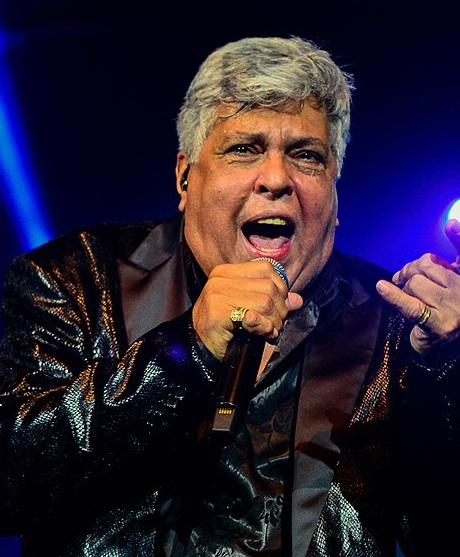
O filme é uma homenagem à carreira do cantor Sidney Magal (foto).

O longa, produzido pela Mar Filmes em parceria com a GloboNews, Globo Filmes, Canal Brasil e Mistika, revela a trajetória de Sidney Magal ao longo de seus 50 anos de carreira. O filme apresenta um homem real, que guarda histórias inusitadas, como quando pediu a Vinicius de Moraes para compor uma música para ele, como escolheu seu nome artístico na Itália e sua transformação de rejeitado pela Globo a convidado de honra em seus programas musicais.
A diretora Joana Mariani conheceu o cantor no início dos anos 2000, durante as filmagens do clipe da música "Tenho" dirigido por Pedro Becker, que foi lançado no Fantástico. Desde então, ela se aproximou do artista e de sua família e ficou fascinada com as histórias de vida, experiências e "causos" que ele tinha para contar. Magal participou de peças de teatro, filmes e programas de televisão, algo que ele mesmo define como "um pouco abusado de minha parte", e vê o documentário como uma espécie de coroação.
O filme está repleto de imagens de arquivo da televisão e do próprio Magal, e explora tanto o lado artístico quanto pessoal do cantor, conhecido como "um misto de Elvis Presley com John Travolta", segundo o Jornal Nacional. A produtora Diane Maia disse que a narrativa do longa começou com entrevistas informais entre Joana e Magal, e a partir delas, foi montada uma estrutura que guiou a busca pelas imagens que complementariam a fala do cantor.  A equipe teve amplo acesso ao Acervo Globo, apoio de outras emissoras que cederam imagens encontradas por pesquisadores e contou com duas profissionais que ficaram na casa do Magal por um mês, digitalizando mais de 10 mil documentos históricos de sua carreira. A digitalização desse material foi um presente não apenas para o filme, mas também para Magal, que agora tem tudo organizado, datado e armazenado.

## Lançamento
Me Chama que Eu Vou teve sua première mundial no 48° Festival de Cinema de Gramado, no Rio Grande do Sul, em 23 de setembro de 2020. A estreia comercial do filme no Brasil se deu em 12 de janeiro de 2023 pela Vitrine Filmes.

## Recepção

### Resposta da crítica
O crítico Daniel Cury, do site CinemAção, avaliou que "Me Chama Que Eu Vou" é uma produção agradável, destacando especialmente o carisma do biografado, e cumpre bem o papel de documento ao apresentar um episódio importante e curioso da música brasileira, cujos representantes populares foram pouco valorizados pela sociedade elitista e preconceituosa. Embora o filme não ultrapasse o patamar do "apenas bom", ele é capaz de deixar o espectador com vontade de sorrir, cantar e dançar sem parar.

### Prêmios e indicações
O filme foi selecionado para ser exibido no Festival de Gramado, em 2020, onde se saiu vencedor do prêmio de Melhor Montagem para Eduardo Gripa.